# فرگشت دوفازی
فرگشت دوفازی یا تکامل فازی دوگانه Dual-phase evolution فرآیندی است که خودسازماندهی را در سامانه سازگار پیچیده هدایت می‌کند. در پاسخ به تغییر فاز در شبکه اتصالات تشکیل‌شده توسط اجزای سامانه ایجاد می‌شود. فرگشت دوفازی در طیف گسترده‌ای از سیستم‌های فیزیکی، بیولوژیکی و اجتماعی رخ می‌دهد. کاربردهای آن در فناوری شامل روش‌هایی برای ساخت مواد جدید و الگوریتم‌هایی برای حل مسائل پیچیده در محاسبات است.